# Bruno Bazile

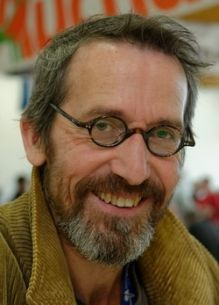
Bruno Bazile 2017

Bruno Bazile (* 17. Juni 1961 in Saint-Nazaire) ist ein französischer Comiczeichner.

## Werdegang
Bazile wurde in der Bretagne geboren; seine Jugend verbrachte er in Saint-Marc-sur-Mer. Durch das Comicmagazin Spirou wurde sein Interesse an Comics geweckt. Er ist Lehrer für bildende Kunst an einem  Gymnasium in Rezé und führt auch eine Karriere als Comiczeichner weiter. Er ist stark beeinflusst von Maurice Tillieux.
Mit Michel Plessix als Texter erschien 1997 Gelda und 1998 Marcel bei Dargaud. Mit Pierre Veys am Drehbuch war er der Zeichner von Les Avatars, die als Trilogie ebenfalls bei Dargaud erschien. Es folgte 2004 die zweibändige Serie Artur und Merlin beim Verlag Soleil. Von 2010 bis 2012 kamen 5 Bände der Les Aventures de Sarkozix Reihe auf den Markt. 
2014 folgte der erste Band von Garage de Paris bei Glénat. Dieser Band wurde 2020 bei Salleck Publications auf Deutsch veröffentlicht. Gleichzeitig wurde Les étoiles de l’histoire: Chaplin auch auf Deutsch veröffentlicht. Hier zeichnet er auf 88 Seiten das Leben von Charlie Chaplin nach.

## Werke
- Les Forell, Dargaud
  1. Gelda,  Band 1, 1997
  2. Marcel, Band 2, 1998
- Les Avatars, Dargaud
  1. Des champs de fraise pour toujours, Band 1, 2002
  2. La Balade de John, Band 2, 2003
  3. The Thames Machine, Band 3, 2004
- Arthur et Merlin, Verlag Soleil 
  1. Kid Arthur, Band 1,  2004
  2. Les Armées du passé, Band 2, 2004
- Les Aventures de Sarkozix, Delcourt
  1. Tout pour ma Gaule, Band 1, 2010
  2. Et ils coulèrent des jours heureux, Band 2, 2010
  3. N'en jetez plus!, Band 3, 2011
  4. La Gaule de l'emploi, Band 4, 2012
  5. Sarkozix contre Hollandix, Band 5, 2012
- Garage de Paris, Glénat 
  1. Dix histoires de voitures populaires, Band 1, 2014, 10 beliebte Autos und ihre Geschichten, Salleck Publications 2020, deutsch
  2. Dix nouvelles histoires de voitures populaires, Band 2, 2016, 10 neue Geschichten beliebter Autos, Salleck Publications 2022, deutsch
- La naissance de la 4 CV, Glénat, 2017
- Chaplin – Ein Leben für den Film, (Les étoiles de l’histoire: Chaplin), Panini, 2020